# 毛敘
毛敘（1946年—），籍貫浙江，擁有中華民國與美國雙國籍，台灣企業家，為鈺創科技與晶豪科技共同創辦人。為台灣DRAM產業先驅人物。

## 生平
中學時以資優生身份保送國立台灣大學電機系，1968年取得工學士學位，其同學有趙瑚、史欽泰、蔣尚義等人。留學美國，於約翰霍普金斯大學攻讀電機博士，未完成學業，只取得電機碩士。進入加州矽谷工作，任職於李祖煒創辦的Paradigm公司，任DRAM研發主管。
1990年，工研院招聘在美國的毛敘，與趙瑚、盧超群、陳冠中、丁達剛等五人，參與經濟部次微米計劃，實現DRAM自行量產，並將台灣六吋晶圓技術提升至八吋晶圓。毛敘是其中唯一不具博士身份者，但因電路設計方面的豐富經驗，被視為研發主力。1991年，盧超群與毛敘等五人共同創辦鈺創科技公司。
1993年，因與董事長盧超群理念不同，趙瑚與毛敘離開鈺創科技，取得美商所羅門集團與聯電的投資，自行創辦台晶科技。
1997年，因與股東意見不同，趙瑚與毛敘離開台晶科技，以自有資金創辦沛訊電子。為了進入新竹科學園區，於1998年另行登記成立晶豪科技。